# Adolfo Hirsch
Adolfo José Hirsch (* 31. Januar 1986 in Guerrico, Argentinien) ist ein san-marinesischer Fußballspieler argentinischer Abstammung.

## Karriere

### Vereine
Hirsch begann seine Karriere im Jahr 2006 beim argentinischen Erstligisten CA Banfield, blieb jedoch ohne Einsatz, sodass er 2007 zum Drittligisten Juventud Pergamino wechselte. Seine letzte Station in seiner Heimat war der Conesa FC, ehe er 2009 nach San Marino auswanderte.
Nach San Marino gelangt, spielt er seit der Saison 2009 – mit dem SS Virtus beginnend und seine ersten drei Jahre – in der Campionato Sammarinese di Calcio, der höchsten Spielklasse im san-marinesischen Fußball. Für den Verein kam er zunächst im Grunddurchgang der Gruppe A zum Einsatz, in den beiden Folgesaisons in der Gruppe B. Von den maximal 62 Punktspielen, bestritt er 49 und erzielte 22 Tore. Zu einem der ersten drei Plätze hat es in dieser Zeit nicht gereicht, um an den sich anschließenden Playoffs, den Ausscheidungsspielen teilzunehmen, über die der Meister im Finale ermittelt wurde.
Dies gelang ihm in der Saison 2012/13 mit dem SS Cosmos, zu dem er gewechselt war und die Gruppe B als Drittplatzierter beendet hatte; doch in der 1. Runde unterlag er mit seiner Mannschaft dem späteren Meister SP Tre Penne mit 3:4 im Elfmeterschießen. In der Folgesaison Zweitplatzierter der Gruppe B verlor er mit seiner Mannschaft gegen den SS Folgore/Falciano in der 2. Runde der Playoffs mit 0:2. Zu dieser Mannschaft zur Saison 2014/15 gewechselt, kam er lediglich in allen 21 Punktspielen der Gruppe B zum Einsatz, nicht jedoch in den Ausscheidungsspielen, an deren Ende die Meisterschaft mit 3:1 gegen den AC Juvenes/Dogana im Finale errungen wurde. Mit dem 5:0-Sieg gegen den SS Murata im Finale um den nationalen Vereinspokal am 30. April gewann er zumindest diesen Titel.
Zur Saison 2017/18 zum Ligakonkurrenten SP La Fiorita gewechselt, wurde er mit diesem am Ende erstmals Meister. Am Ende der Folgesaison verließ er den Verein und spielte zwei Saisons für SS Pennarossa, anschließend eine – und das zweite Mal – für SS Folgore/Falciano. Seit der Saison 2022/23 spielt er für den FC Fiorentino.

### Nationalmannschaft
Hirsch debütierte in der A-Nationalmannschaft San Marinos am 8. September 2014 im San Marino Stadium von Serravalle bei der 0:2-Niederlage gegen die Nationalmannschaft Litauens, mit Einwechslung für Mattia Stefanelli in der 75. Minute. Es war das erste von seinen zehn Spielen der EM-Qualifikationsgruppe E. Im vierten Spiel gehörte er der Mannschaft an, die am 15. November 2014 mit dem torlosen Remis gegen die Nationalmannschaft Estlands, den einzigen Punkt gewann.

## Erfolge
- San-marinesischer Meister 2018 (mit SP La Fiorita)
- San-marinesischer Pokalsieger 2015 (mit SS Folgore/Falciano)